# Aczib

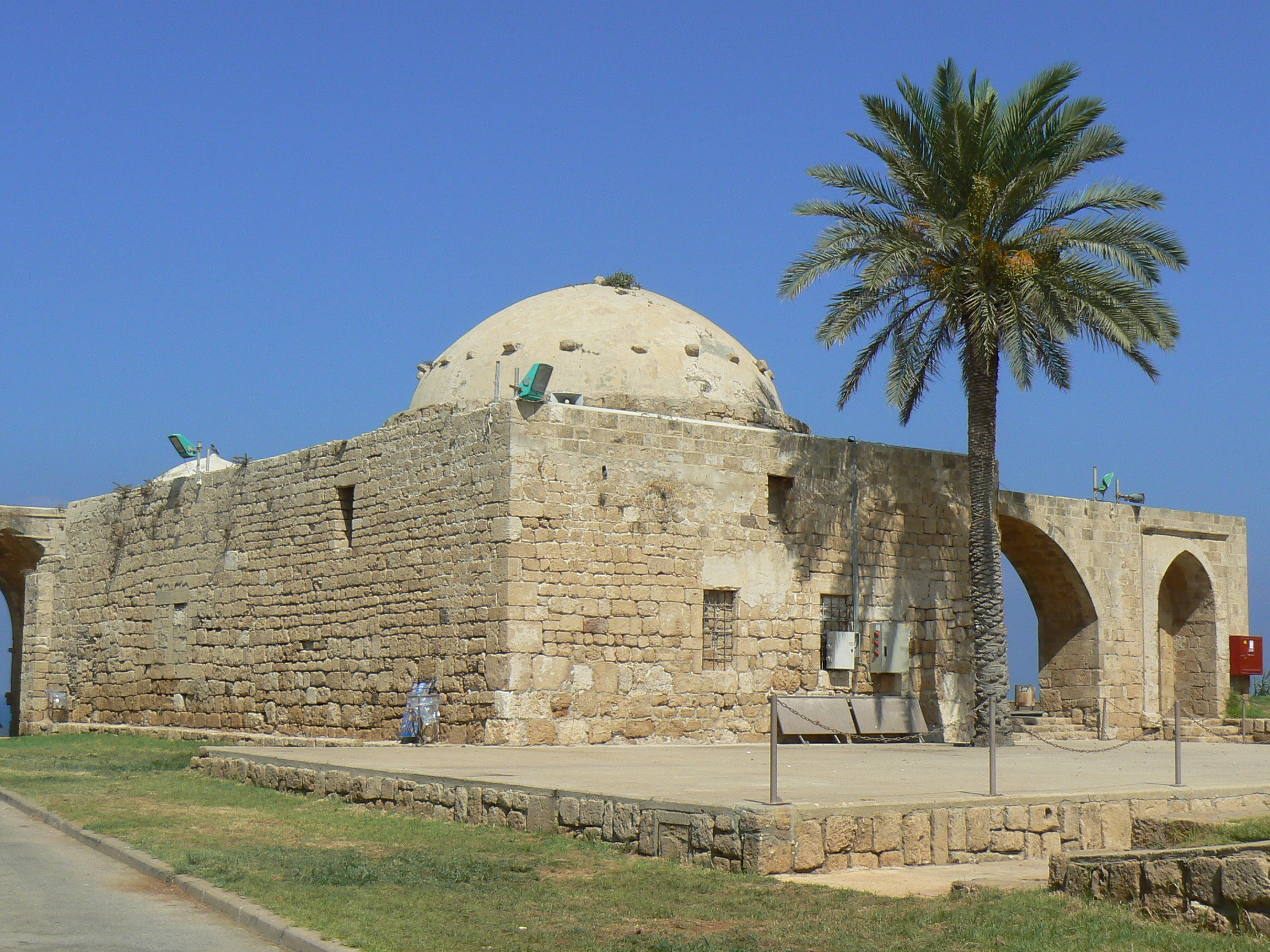
Parque nacional de Aczib (Israel).

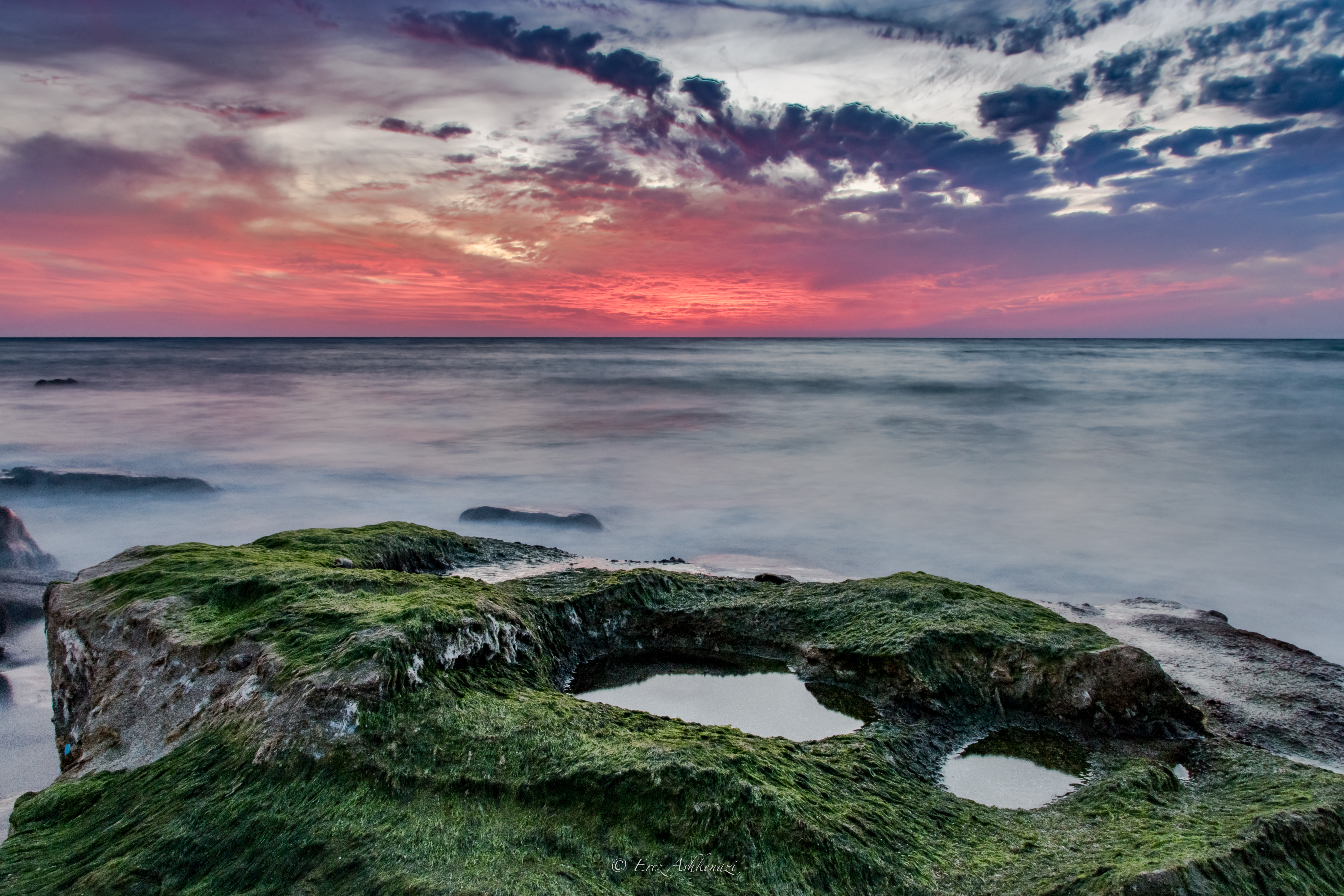
Ajziv al atardecer

Aczib (en hebreo אכזיב, Ajziv) es el nombre bíblico en español de una antigua ciudad portuaria situada en Israel. Sus restos, conocidos en la actualidad como Tel Achziv, se localizan en la llanura costera, a 15 km al norte de Acre y a 25 km al sur de Tiro. La ciudad, cuya superficie es de 7 ha, se ubica sobre una elevación de arenisca limitada por dos arroyos, Kziv al norte y Shaal al sur, y próxima a la frontera libanesa.

## Historia
La ocupación de Aczib se remonta al Bronce Medio IIB (1800-1550 a. C.) y se extiende hasta la época de las Cruzadas. La Biblia menciona a Aczib como una ciudad cananea situada dentro del territorio asignado a la tribu de Aser, aunque no pudo ser sometida por ésta. Permanecería así dentro de la órbita fenicia hasta que fue sometida por David, aunque en virtud del tratado entre su hijo Salomón e Hiram I de Tiro sería devuelta a manos fenicias. Las fuentes asirias mencionan a Aczib como una de las ciudades conquistadas por Senaquerib en su tercera campaña contra Fenicia en el año 701 a. C. Durante el periodo helenístico la frontera con el Imperio seléucida discurría por Rosh HaNikra, haciendo de Aczib una ciudad fronteriza, dependiente de Acre y sometida al dominio lágida. Flavio Josefo utilizó el nombre grecorromano de Ecdipa para referirse al lugar donde los partos apresaron a Fasael (hermano de Herodes) y a Hircano II en su incursión del año 40 a. C.; el mismo término es también empleado por Plinio el Viejo.

## Parque natural
Achziv se convirtió en un parque nacional israelí. Hoy en día, las costas de Ajziv son parte del área marina protegida Achziv-Rosh ha Nikra, que se encuentra entre la ciudad de Nahariya al sur y la frontera entre Israel y Líbano al norte. El área marina protegida tiene 7 kilómetros de línea de costa y continúa por otros 15 kilómetros mar adentro. Esta reserva natural marina protege la fauna y la flora de los arrecifes pedregosos y los entornos de playa de arena, es la única área marina protegida en Israel en la que la profundidad máxima es más profunda que 850 metros.